# Stadion Bežigrad
Stadion Bežigrad (znan tudi kot Centralni stadion, ali kot Plečnikov stadion) je športni stadion za Bežigradom v Ljubljani, ki so ga po zasnovi Jožeta Plečnika začeli graditi 1925 za katoliško telovadno organizacijo Orel. Zaradi pomanjkanja sredstev in političnih razlogov je gradnja potekala počasi in postopoma. Leta 1935 je bila za potrebe organizacije evharističnega kongresa zgrajena znamenita večnadstopna tribuna. Gradnja je bila v celoti dokončana šele po drugi svetovni vojni, ko so na stadinu uredili nogometno igrišče. Do dokončanja Stadiona Stožice je bil to domači stadion Nogometnega kluba Olimpija, od leta 1995 do leta 2004 pa je gostil tudi tekme slovenske nogometne reprezentance. Na stadionu so poleg športnih potekale tudi glasbene in druge prireditve. Prenove potreben stadion je odkupil slovenski poslovnež Joc Pečečnik, ki pa zaradi težav s pridobitvijo okoljevarstvenega dovoljenja svojih načrtov o rekonstrukciji in izgradnji drugih objektov ob stadionu ni uresničil. Od leta 2008 je stadion zaprt in zaradi nevzdrževanja propada.

## Zgodovina
Projekt za stadion, zlasti za telovadce in atlete, je zasnoval arhitekt Jože Plečnik, dodelal pa njegov študent Ivan Pengov. Uporabili so obstoječo gramoznico ob Dunajski cesti in orientacijo parcele v smeri vzhod-zahod. Zemljišče, na katerem stoji danes stadion, je bilo pred gradnjo v lasti križniškega reda. Zadruga Stadion se je zaradi pomanjkanja denarja gradnje lotila fazno. Leta 1925 je bila na južni, severni in zahodni strani zgrajena ograja iz opeke, ki jo je Plečnik na vrhu prekinil z dvojnim vencem, zid pa preluknjal z ločnimi opekami. Na vsakih pet metrov je bila v zidu postavljena plošča, na njej pa okrasni kocka in krogla s konico. Poudaril je zahodno stranico, osrednji vhod pa umaknil proti areni za širino dveh stranskih vhodov. Leta 1926 je bila zgrajena stran z vhodnim prekritim stebriščem z zanimivimi okroglimi profiliranimi kladami ob Dunajski cesti. Med cesto in vhodnim nadstreškom je bil zasajen drevored. Denar za stadion so zbirali tudi z loterijo; prva nagrada je bila vila za Bežigradom, za katero je prav tako naredil načrte arhitekt Plečnik. V nadaljevanju postopne dozidave so dokončali zahodno stranico in na južni strani postavili terase za sedeže. Po ukinitvi vseh telovadnih društev leta 1929, so bila dela na takrat Orlovskem stadionu prekinjena.
Za potrebe organizacije evharističnega kongresa leta 1935 so z gradnjo nadaljevali in telovadni stadion spremenili v odprto areno za katoliški kongres. Plečniku je pri izvedbi del pomagal gradbeni inženir Anton Suhadolc. Ker so potrebovali tribuno za oltar, je Plečnik na koncu arene izvedel neke vrste nadstropno glorieto z rustificiranim podstavkom, nadstropjem in pohodno, razgledno teraso, ki je streha osrednje etaže. Teraso je arhitekt obdal z balustrado in dorskimi stebri ter manjšimi stebri v zgornjem nivoju, kar je edini primer vrinjene kolonade v Plečnikovem opusu. Na mestu kasneje dodane ure in prikazovalnika športnih rezultatov, je manjši podstavek za križ. Posamezni poznavalci Plečnika sodijo, da je bilo to delo prelomno za mojstrovo arhitekturo iz tridesetih let, čeprav je nastajalo več kot desetletje in ni bilo nikoli popolnoma dokončano z vsemi načrtovanimi objekti znotraj zidu stadiona. Po kongresu, med letoma 1939 in 1941, so postavili sedeže še na severni strani. Za kongres Kristusa kralja so zgradili dve manjši poslopji s teraso na severni in južni strani, ki naj bi predstavljali glasbena paviljona. 
20. aprila 1944 so na njem domobranci pod vodstvom Leona Rupnika podali prisego, da se bodo skupaj z Nemčijo borili proti komunistom in njihovim zaveznikom.

Po vojni so po antičnih vzorih dokončali sedeže na polkrožnih zaključkih. Atletska arena je bila večkrat prilagojena, v jedru preurejena, ker so po 2. svetovni vojni v sredini arene uredili zelenico za igranje nogometa. Precej pozneje so postavili drugo opremo kot so bili plastični sedeži in reflektorji, ki so delovali do začetka leta 2008. 
Zadnji in trenutni večinski lastnik, družba Bežigrajski športni park, je zaprla stadion leta 2008 in pričela z načrtovanjem rekonstrukcije in posodobitve, gradnja pa zaradi zapletov z okoljevarstvenim dovoljenjem in okoliškimi stanovalci ni stekla. Poskusi, da bi s pomočjo mednarodnih organizacij pospešili prenovo, niso bili uspešni. Na javnem natečaju je bil za prenovo in dozidavo izbran načrt nemškega arhitekturnega biroja GMP iz Berlina. Načrt je bil sporen zaradi obsežnega posega v spomeniško substanco stadiona in zaradi ostrega nasprotovanja prebivalcev bližnjih Fondovih blokov. Žrtev nasprotovanj in prevelikih ambicij lastnikov pa je predvsem stadion, ki že vrsto let propada, saj ni primerno vzdrževan.
V Muzeju novejše zgodovine hranijo precejšnjo zbirko fotografij Edija Šelhausa, izšlo pa je tudi več knjig o stadionu tako iz časa evharističnega kongresa kot iz 50-tih in 60-tih let 20. stoletja.

## Zadnje dejavnosti
Stadion Bežigrad je v prvi vrsti gostil nogometne tekme, so se pa na njem odvijale tudi večje glasbene in druge prireditve. Od leta 1945 do dokončanja stadiona v Stožicah je bil to domači stadion Nogometnega kluba Olimpija, po osamosvojitvi pa je gostil tudi tekme slovenske nogometne reprezentance, dokler zaradi dotrajanosti ni več izpolnjeval zahtev FIFE za mednarodne tekme. Reprezentančne tekme so se zato leta 2004 prestavile na celjski stadion. Na Bežigrajskem stadionu je leta 2003 potekal tudi eden največjih koncertov v Sloveniji, ko je nastopila glasbena skupina Siddharta, koncerta pa se je udeležilo okrog 30.000 ljudi. Kasneje je stadion postal last slovenskega poslovneža Joca Pečečnika, ki je napovedal prenovo stadiona, ki pa nikoli ni bila uresničena. Projekt bi močno spremenil vse območje stadiona in bližnjih vrtov, zlasti z izgradnjo stanovanjskih blokov, garaž in stolpnico poleg stadiona. V času projektiranja in iskanja dovoljenj za gradnjo je bil zgrajen novi Stadion Stožice s kapaciteto 16.000 gledalcev, ki je prevzel vlogo glavnega stadiona v Ljubljani. Zadnji večji dogodek se je na stadionu odvil leta 2013, ko so v sklopu dogodka Bežigrad Icefest 2013 na stadionu potekale hokejske tekme.

## Reprezentančne tekme na Stadionu Bežigrad
| Datum              | Tekmovanje                 | Nasprotnik               | Rezultat | Število gledalcev |
| ------------------ | -------------------------- | ------------------------ | -------- | ----------------- |
| 11. oktober 1995   | Kvalifikacije za EURO 1996 | Ukrajina                 | 3–2      | 4.000             |
| 15. november 1995  | Kvalifikacije za EURO 1996 | Hrvaška                  | 1–2      | 10.000            |
| 21. maj 1995       | Prijateljska tekma         | Združeni arabski emirati | 2–2      | 2.500             |
| 1. september 1995  | Kvalifikacije za SP 1998   | Danska                   | 0–3      | 6.000             |
| 10. november 1996  | Kvalifikacije za SP 1998   | Bosna in Hercegovina     | 1–2      | 4.000             |
| 6. september 1997  | Kvalifikacije za SP 1998   | Grčija                   | 0–3      | 5.000             |
| 11. oktober 1997   | Kvalifikacije za SP 1998   | Hrvaška                  | 1–3      | 6.000             |
| 10. oktober 1998   | Kvalifikacije za EURO 2000 | Norveška                 | 1–2      | 8.500             |
| 28. april 1999     | Prijateljska tekma         | Finska                   | 1–1      | 2.000             |
| 18. avgust 1999    | Kvalifikacije za EURO 2000 | Albanija                 | 2–0      | 8.000             |
| 4. september 1999  | Kvalifikacije za EURO 2000 | Gruzija                  | 2–1      | 7.000             |
| 13. november 1999  | Kvalifikacije za EURO 2000 | Ukrajina                 | 2–1      | 9.000             |
| 3. junij 2000      | Prijateljska tekma         | Saudova Arabija          | 2–0      | 9.000             |
| 11. oktober 2000   | Kvalifikacije za SP 2002   | Švica                    | 2–2      | 9.000             |
| 28. marec 2001     | Kvalifikacije za SP 2002   | Jugoslavija              | 1–1      | 10.000            |
| 2. junij 2001      | Kvalifikacije za SP 2002   | Luksemburg               | 2–0      | 5.000             |
| 15. avgust 2001    | Prijateljska tekma         | Romunija                 | 2–2      | 6.000             |
| 1. september 2001  | Kvalifikacije za SP 2002   | Rusija                   | 2–1      | 9.000             |
| 6. oktober 2001    | Kvalifikacije za SP 2002   | Ferski otoki             | 3–0      | 9.500             |
| 10. november 2001  | Kvalifikacije za SP 2002   | Romunija                 | 2–1      | 9.000             |
| 17. april 2002     | Prijateljska tekma         | Tunizija                 | 1–0      | 5.500             |
| 17. maj 2002       | Prijateljska tekma         | Gana                     | 2–0      | 7.000             |
| 7. september 2002  | Kvalifikacije za EURO 2004 | Malta                    | 3–0      | 7.000             |
| 2. april 2003      | Prijateljska tekma         | Ciper                    | 4–1      | 5.000             |
| 6. september 2003  | Kvalifikacije za EURO 2004 | Izrael                   | 3–1      | 8.000             |
| 10. september 2003 | Kvalifikacije za EURO 2004 | Francija                 | 0–2      | 9.000             |
| 19. november 2003  | Kvalifikacije za EURO 2004 | Hrvaška                  | 0–1      | 8.500             |
| 18. avgust 2004    | Prijateljska tekma         | Srbija in Črna gora      | 1–1      | 6.000             |